# Бетичка фантазија
Бетичка фантазија (у оригиналу на латинском Fantasia Baetica) је клавирски комад шпанског композитора Мануела де Фаље компонован 1919. године.
Дат јој је назив Бетичка јер се област из које потиче композитор, провинција Кадиз, у античко доба називала Бетика, једна од три регије које су сачињавале римску провинцију Хиспанију. Музички језик ове композиције наслања се на ранија композиторова дела као што су Тророги шешир или Луткарско позориште мајстора Педра.
Дело је посвећено пољском пијанисти Артуру Рубинштајну, али је оно за њега имало релативан лични значај. Разлог је, наиме, у томе што је пијаниста дело сматрао сиромашнијим од претходних, иако су у њему карактеристике фламенка присутније, па чак и израженије, него у другим Фаљиним делима. Бетичку фантазију је премијерно извео Артур Рубинштајн у Њујорку 20. фебруара 1920. године, али је није укључио у свој репертоар из раније наведеног разлога.
Ово дело је у погледу значаја унутар шпанске клавирске литературе остало у сенци Шпанске свите Исака Албениза, која се скоро једнодушно сматра најбољим делом за соло клавир које је написао један шпански композитор, и у техничком и у музичком смислу.
Према тврдњи композитора Томаса Марка: 
Бетичка фантазија је дело велике отмености и савршенства, али је тешко прихватљива за слушаоца.
Извођење дела траје нешто мање од 15 минута.